# Tiberiusbogen
Der Tiberiusbogen war ein römischer Ehrenbogen, der für Tiberius im Jahr 16 n. Chr. auf dem Forum Romanum in Rom errichtet wurde.
Anlass für die Errichtung war die Wiedererlangung von zwei der drei römischen Standarten, die Publius Quinctilius Varus im Jahr 9 n. Chr. in der nach ihm benannten Varusschlacht an die Germanen verloren hatte. Dieser Teilerfolg des römischen Generals Germanicus im Jahre 15 n. Chr. war für die innerrömische Propaganda ein hinreichender Grund, um Tiberius als verantwortlichen Kaiser mit diesem Bogen zu ehren.
Der Bogen stand nahe der Nordwestecke der Basilika Julia neben dem Saturntempel auf dem Forum Romanum und war nach den allein erhaltenen Fundamenten etwa 9 Meter breit und 6,30 Meter tief. Auf einem der spätantiken historischen Reliefs am Konstantinsbogen ist der Tiberiusbogen dargestellt. Er ist dort Teil eines fünf Bauten darstellenden Gebäudeensembles, das mit der Basilika Julia beginnt und nach Tiberiusbogen, Rostra und einem Säulendenkmal mit dem Septimius-Severus-Bogen endet. Da die Darstellung der Basilika nachweislich sehr detailliert den tatsächlichen Bau wiedergibt, lassen sich aus der Abbildung des Tiberiusbogens Schlüsse auf sein einstiges Aussehen ziehen.
Demnach hatte der Bogen nur einen Durchgangsbogen. Seine Ecken wurden von Dreiviertelsäulen korinthischer Ordnung gefasst. Darüber folgte ein Drei-Faszien-Architrav, der über den Säulen verkröpft war und einem glatten, sehr niedrigen Fries als Auflager diente. Die Archivolte des Bogens ruhte auf Kämpfergesimsen. Eine Attika kam nicht zur Darstellung.
Fragmente der Dedikationsinschrift des Bogens, der im Namen des Senats und des römischen Volkes errichtet wurde und sich möglicherweise auf einem niedrigen Stufenbau über das Forum erhob, sind erhalten.
Ein weiterer, nicht näher bekannter Bogen für Tiberius stand auf dem Marsfeld in der Nähe des Pompeiustheaters in Rom. Anlass und Datierung sind nicht überliefert, lediglich die Fertigstellung unter Claudius ist bekannt.